# Il Circolo Dante
Il Circolo Dante è il primo romanzo dello scrittore statunitense Matthew Pearl, pubblicato nel 2003.

## Trama
Boston 1865: in un'America appena uscita dagli orrori della guerra civile, un gruppo di letterati, tra i quali il poeta Henry Wadsworth Longfellow, fonda un circolo per far conoscere la prima traduzione de La Divina Commedia. Il comitato direttivo della vicina Università di Harvard, protestante e conservatore, tenta in tutti i modi di ostacolare la diffusione delle "superstizioni immorali e papiste" di Dante, che, insieme alle masse di immigrati in arrivo da oltre-oceano, minacciano di corrompere l'America. All'improvviso, però, Boston è insanguinata da una serie di delitti particolarmente efferati: la prima vittima è il giudice Healey, trovato morto nel giardino della propria residenza alla mercé di vermi e insetti, con una bandiera bianca lasciata nei pressi del cadavere; la seconda è il reverendo Talbot, sotterrato a testa in giù con solo i piedi di fuori e con sotto la testa un piccolo sacchetto contenente denaro; l'ultima è l'uomo d'affari Phineas Jennison, mutilato e seviziato. I membri del Circolo Dante capiscono che l'assassino si è ispirato al sommo poeta come maestro di crudeltà, infliggendo alle sue vittime i tormenti descritti nel Inferno: infatti al giudice viene applicato il contrappasso che Dante riserva agli ignavi, quelli che in vita non vollero prendere posizione (Canto terzo), e destinati passare l'eternità nudi a soffrire i tormenti di vespe e mosconi. Il reverendo, invece, subisce la pena riservata ai simoniaci, coloro che si sono arricchiti con la propria posizione (Canto diciannovesimo), e condannati a stare capovolti nel terreno con una fiamma accesa sui loro piedi. Infine, l'uomo d'affari corrisponde ai seminatori di discordie (Canto ventottesimo e ventinovesimo), e come essi divisero le genti adesso il loro corpo è diviso da diavoli armati di spada. Sarà Longfellow insieme al suo gruppo di amici, a dover trovare e fermare il colpevole, a rischio delle loro stesse vite.

## Personaggi
- Henry Wadsworth Longfellow: poeta e fondatore de "Il circolo Dante";
- Oliver Wendell Holmes: dottore e poeta che aderisce al circolo;
- James Russell Lowell: professore universitario e primo poeta ad aderire al circolo;
- James Thomas Fields: editore e aderente al circolo;
- George Washington Greene: pastore e membro più vecchio del circolo;
- Nicholas Rey: detective;
- Kurtz: ispettore capo;
- Healey: giudice e prima vittima;
- Talbot: reverendo e seconda vittima;
- Phineas Jennison: uomo d'affari e terza vittima;
- Dr. Manning: segretario di Harvard;
- Pliny Mead: studente di Lowell e quarta vittima;
- Pietro Bachi: insegnante di italiano ad Harvard.

## Edizioni
- Matthew Pearl, Il Circolo Dante, traduzione di Roberta Zuppet, collana libri ORO, Rizzoli, 2005,  p. 534, ISBN 88-486-0316-5.
- Matthew Pearl, Il Circolo Dante, BUR Narrativa, Rizzoli, 2007,  p. 534, ISBN 978-88-17-01679-7.